# Rosário (São Tomé)
Rosário é uma aldeia de São Tomé e Príncipe, localiza-se no Distrito de Caué, ilha de São Tomé, próxima às localidades de Ermida e de Vale Carmo.